# Itália nos Jogos Olímpicos de Verão de 1952
A Itália participou dos Jogos Olímpicos de Verão de 1952 em Helsinque, na Finlândia.